# Annepont
Annepont és un municipi francès situat al departament del Charente Marítim i a la regió de la Nova Aquitània. L'any 2007 tenia 292 habitants.

## Demografia

### Població
El 2007 la població de fet d'Annepont era de 292 persones. Hi havia 115 famílies de les quals 21 eren unipersonals (7 homes vivint sols i 14 dones vivint soles), 50 parelles sense fills, 40 parelles amb fills i 4 famílies monoparentals amb fills.
La població ha evolucionat segons el següent gràfic:
Habitants censats

### Habitatges
El 2007 hi havia 146 habitatges, 117 eren l'habitatge principal de la família, 17 eren segones residències i 12 estaven desocupats. 141 eren cases i 1 era un apartament. Dels 117 habitatges principals, 91 estaven ocupats pels seus propietaris, 23 estaven llogats i ocupats pels llogaters i 3 estaven cedits a títol gratuït; 3 tenien una cambra, 7 en tenien dues, 17 en tenien tres, 35 en tenien quatre i 55 en tenien cinc o més. 95 habitatges disposaven pel capbaix d'una plaça de pàrquing. A 40 habitatges hi havia un automòbil i a 65 n'hi havia dos o més.

### Piràmide de població
La piràmide de població per edats i sexe el 2009 era:
| Homes | Edats   | Dones |
| ----- | ------- | ----- |
| 0     | 95 o +  | 0     |
| 0     | 90 a 94 | 4     |
| 0     | 85 a 89 | 0     |
| 8     | 80 a 84 | 0     |
| 8     | 75 a 79 | 16    |
| 4     | 70 a 74 | 4     |
| 8     | 65 a 69 | 8     |
| 0     | 60 a 64 | 0     |
| 4     | 55 a 59 | 8     |
| 0     | 50 a 54 | 8     |
| 12    | 45 a 49 | 12    |
| 16    | 40 a 44 | 8     |
| 16    | 35 a 39 | 16    |
| 4     | 30 a 34 | 12    |
| 16    | 25 a 29 | 0     |
| 4     | 20 a 24 | 8     |
| 12    | 15 a 19 | 8     |
| 12    | 10 a 14 | 32    |
| 0     | 5 a 9   | 12    |
| 4     | 0 a 4   | 8     |

## Economia
El 2007 la població en edat de treballar era de 186 persones, 130 eren actives i 56 eren inactives. De les 130 persones actives 122 estaven ocupades (64 homes i 58 dones) i 8 estaven aturades (8 dones i 8 dones). De les 56 persones inactives 27 estaven jubilades, 12 estaven estudiant i 17 estaven classificades com a «altres inactius».

### Ingressos
El 2009 a Annepont hi havia 129 unitats fiscals que integraven 315 persones, la mediana anual d'ingressos fiscals per persona era de 16.170 €.

### Activitats econòmiques
Dels 8 establiments que hi havia el 2007, 1 era d'una empresa extractiva, 4 d'empreses de construcció, 1 d'una empresa immobiliària i 2 d'empreses de serveis.
Dels 3 establiments de servei als particulars que hi havia el 2009, 1 era un paleta, 1 guixaire pintor i 1 fusteria.
L'any 2000 a Annepont hi havia 13 explotacions agrícoles que ocupaven un total de 273 hectàrees.

## Poblacions properes
El següent diagrama mostra les poblacions més properes.